# 貝爾維爾 (密蘇里州馬里昂縣)
貝爾維爾（英語：Bellville）是位於美國密蘇里州馬里昂縣的非建制地區。

## 地理
貝爾維爾所處的海拔為高於海平面227米（即745英呎），而該地所採用的時區為UTC-6，即北美中部時區（CST）。同時該地設有夏令時間，為UTC-6調快一小時，即UTC-5（CDT）。